# Emilio Giuseppe Dossena
Emilio Giuseppe Dossena  (* 10 de diciembre de 1903 - 23 de marzo de 1987) fue un pintor italiano que nació en Cavenago d'Adda, Italia y murió en Milán, Italia. El artista era también conocido simplemente como Giuseppe Dossena.

## Biografía
El artista estudió en la Academia de Brera (Milán) y el Scuola del Castello (Milán), ahí pudo establecer una fuerte amistad con otros artistas de la época (Sassu, Treccani, Guttuso, Cantatore y Lilloni). En la Scuola del Castello ganó un premio por su esculturas (un viaje a Venecia), pero su atracción hacia el color lo hizo elegir la pintura como medio de expresión artística. A pesar de su tendencia hacia el impresionismo, que es evidente desde el su comienzo artístico, la necesidad de mantener a su familia le obliga a dedicarse sólo en su tiempo libre a este aspecto de las artes. Por lo tanto, se ganaba la vida por muchos años con la restauración y la decoración de villas y castillos, además de producir los frescos de las iglesias locales. En las residencias de Pirelli, Falck, Borletti, Invernizzi, Necchi, Toscanini, el Conde Cicogna, Duque Gallarati Scotti, Conde Castelbarco, Emilio Giuseppe Dossena decoró, restauró y pintó grandes paneles con temas mitológicos y arcaicos y de batallas" Sus obras estaban también en la Embajada de Italia en Addis Abeba, Etiopía, pero fueron destruidos por los bombardeos durante la Segunda Guerra Mundial. Su pasión por la expresión artística fue lo que le permitió conservar su integridad creativa, convirtiéndose en un codiciado impresionista, conocido por la sensibilidad de sus obras tanto como por los trazos dinámicos que los caracterizó. Su primera exposición personal, tuvo lugar en la Galería de Gavioli, en Milán (1943) , fue un éxito de primer lugar, tanto con la crítica y con el público, con la totalidad de los cuadros vendidos a coleccionistas de arte.
"La exposición en la Galería Hoepli, en Milán (1964) y la del Palazzo dell'Arredamento, en Desio (1967), también logró resultados bastante interesantes, ganando un lugar en la prestigiosa Enciclopedia dell'Arte (SEDA Edizioni, Milán) . Un dato curioso es que sus pinturas se habían firmado G.Dossena (suplente de Giuseppe Dossena) hasta mediados de 1950, pero la firma cambió a E.G.Dossena después de ese período.
Después de que el artista pierde su estudio en un incendio, se traslada a Brooklyn, Nueva York (1968), trabajando para el estudio Berger, donde se desempeñó en la restauración de obras de Renoir, Rembrandt, Picasso y otros maestros, propiedad de museos y colecciones privadas, entre las que se destacan el Museo Metropolitano de Nueva York y el Club Playboy.
En Nueva York, el artista abandonó temporalmente sus raíces impresionistas, y adoptó el neoexpresionismo, creando formas más simples, casi esencial, sin esquematismo o las restricciones estructurales. La forma es casi arrancada de la naturaleza, con continuidad y con la interpretación de la esencia existencial de la forma, así puede expresar las nuevas sensaciones ineludibles, en las que el artista se siente fuera de su país".

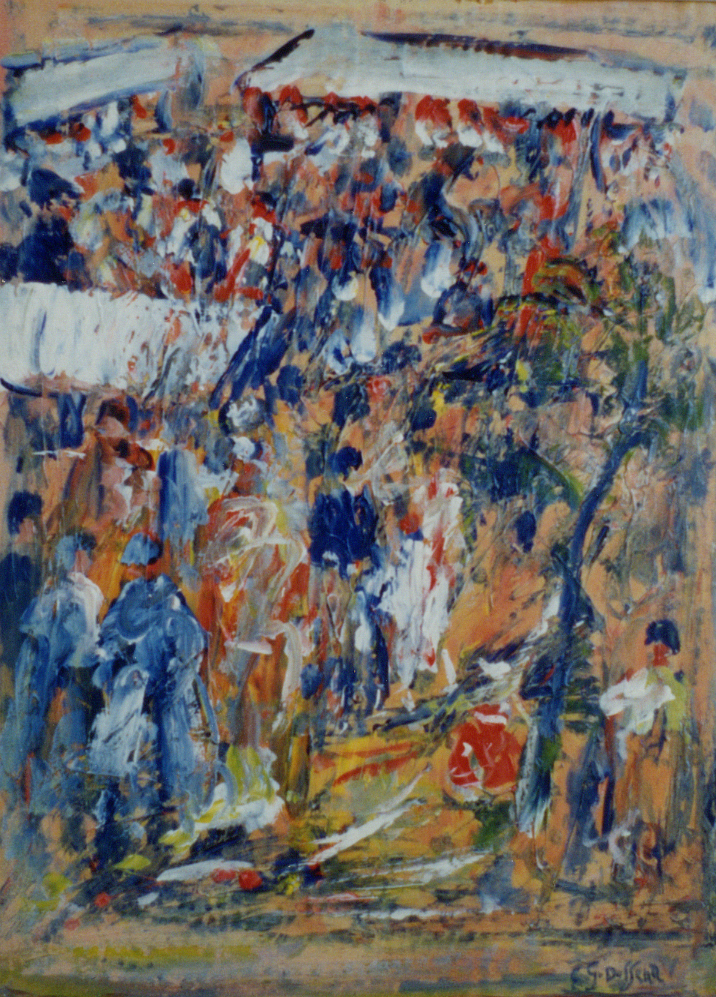
Emilio Giuseppe Dossena, Giorno Di Mercato, 1976 (Periodo expresionista).

Las exposiciones en el Columbus Citizens Foundation (1973) y la Galerie Internationale (1973, 1974) dan resultados positivos imprevistos. Dorothy Hall, crítico de arte de la revista NY Park East, dijo: Estos trabajos son de una exuberante riqueza de color, asertivo, que trata materias variadas, tanto abstractas y figurativas. En cualquier caso, hay una sensación de generosa energía nerviosa que brota con el trato que el artista da a los campos de flores, mariposas, naturalezas muertas y figuras bailando ..."
Mario Albertazzi, el crítico de arte para Il Progresso Italo-Americano, añadió:"colorista, brillante, que aporta a sus lienzos la luz de la naturaleza y la alegría de la vida. ... Sus obras son ricas en densidad y al mismo tiempo optimistas, inquietas y suaves como una caricia delicada ..." Después de ocho años regresa a Italia, dedicando su tiempo exclusivamente a la pintura y la recuperación de su tendencia impresionista, aunque con un tratamiento cromático más agresivo.

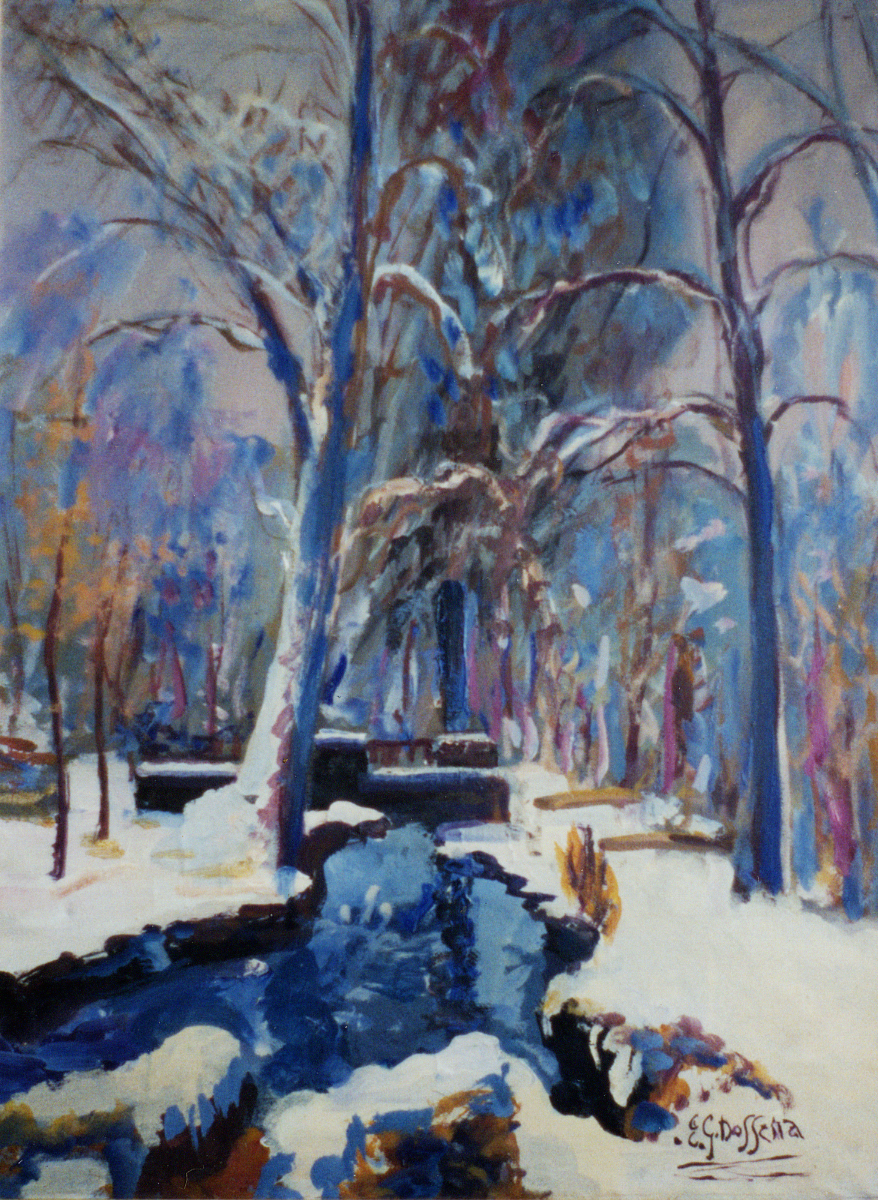
Emilio Giuseppe Dossena, Parco Sempione, 1980 (Periodo impresionista).

Dossena Expone en la Galería de Tréves (Spotorno, 1977), Galleria Il Portichetto (Stresa, 1978) y el Circolo Ambrosiano Meneghin e Cecca (Milán, 1983) lo sitúan más en el spotlight del mundo del arte italiano. La prensa se refiere a estos eventos, ofreciendo sólo comentarios positivos. El crítico de arte Mario Portalupi afirmó: "En verdad, su proceso de pintura nace de las impresiones y las emociones posteriores, que transforman la realidad y regulan las entidades cromáticas en el lienzo ..."
El amigo Enzo Lepore, cantante de ópera de renombre, señaló: "... Dossena sobresale por la armonía luminosa de los contrastes cromáticos y se distingue por la pureza expresiva de su estilo vigoroso y original ... Sus pinturas son frescas, palpitantes, y ricas con una vasta concepción y espiritualidad, dentro del marco de colores radiantes e intensos ..."
Entre los muchos honores recibidos, Dossena en 1985 fue galardonado con el prestigioso Ambrogino d'Oro per l'Arte de la Ciudad de Milán y en 1989 una pieza cerámica con su firma se coloca en el famoso Muretto di Alassio.
Emilio Giuseppe Dossena, el padre del escritor y periodista Tiziano Thomas Dossena, fue miembro de innumerables academias y asociaciones artísticas, entre las que se debe notar la Academia Tiberina y la Academia dei Bronzi. En los últimos años de su vida, el artista se enfermó y no podía pintar, y se dedicó a la poesía, recibiendo numerosos premios y que aparece en una variedad de antologías literarias. La exposición en la Galería Trask del National Arts Club de Nueva York, organizada en 1998 por la revista L'Idea de Brooklyn en su memoria, superó todos los récords de participación y fue la primera para un artista italiano en dicha entidad.
En agosto de 2020 se publicó un libro sobre sus pinturas de paisajes, titulado "El mundo como una impresión: los paisajes de Emilio Giuseppe Dossena" (The World as an Impression: The Landscapes of Emilio Giuseppe Dossena)